# Pycnothele
Genre
Synonymes
- Neostothis Vellard, 1925
- Androthelopsis Mello-Leitão, 1934
- Heteromma Mello-Leitão, 1935 nec Menge 1856
- Agersborgia Strand, 1936
- Pycnothelopsis Schiapelli & Gerschman, 1942
- Bayana Pérez-Miles, Costa & Montes de Oca, 2014

Pycnothele est un genre d'araignées mygalomorphes de la famille des Pycnothelidae.

## Distribution
Les espèces de ce genre se rencontrent au Brésil, en Uruguay et en Argentine.

## Liste des espèces
Selon World Spider Catalog (version 23.0, 23/02/2022) :
- Pycnothele arapongas Passanha, Indicatti, Brescovit & Lucas, 2014
- Pycnothele araraquara Passanha, Indicatti, Brescovit & Lucas, 2014
- Pycnothele auripila (Mello-Leitão, 1946)
- Pycnothele auronitens (Keyserling, 1891)
- Pycnothele gauderio Passanha, Indicatti, Brescovit & Lucas, 2014
- Pycnothele gigas (Vellard, 1925)
- Pycnothele jatai Passanha, Indicatti, Brescovit & Lucas, 2014
- Pycnothele labordai (Pérez-Miles, Costa & Montes de Oca, 2014)
- Pycnothele modesta (Schiapelli & Gerschman, 1942)
- Pycnothele perdita Chamberlin, 1917
- Pycnothele rubra Passanha, Indicatti, Brescovit & Lucas, 2014
- Pycnothele singularis (Mello-Leitão, 1934)

## Systématique et taxinomie
Ce genre a été décrit par Chamberlin en 1917 dans les Aviculariidae. Il est placé dans les Nemesiidae par Raven en 1985 puis dans les Pycnothelidae par Opatova, Hamilton, Hedin, Montes de Oca, Král et Bond en 2020.
Heteromma Mello-Leitão, 1935 préoccupé par Heteromma Menge 1856 renommé Agersborgia par Strand en 1936 a été placé en synonymie par Lucas et Bücherl en, 1973.
Pycnothelopsis a été placé en synonymie par Raven en 1985.
Androthelopsis a été placé en synonymie par Pérez-Miles et Capocasale en 1989.
Neostothis et Bayana ont été placés en synonymie par Montes de Oca, Indicatti, Opatova, Almeida, Pérez-Miles et Bond en 2022.

## Publication originale
- Chamberlin, 1917 : « New spiders of the family Aviculariidae. » Bulletin of the Museum of Comparative Zoology, Harvard, vol. 61, p. 25-75 (texte intégral).